# Xestoleberis crenulata
Xestoleberis crenulata is een mosselkreeftjessoort uit de familie van de Xestoleberididae. De wetenschappelijke naam van de soort is voor het eerst geldig gepubliceerd in 1940 door Klie.